# Yásnaya Elena Aguilar Gil
Yásnaya Elena Aguilar Gil (Ayutla Mixe, Oaxaca, 16 d'octubre de 1981) és una lingüista, escriptora, traductora, activista de drets lingüístics i investigadora ayuujk. Les seves llengües de treball són el mixe, el castellà i l'anglès. Ha realitzat projectes que atenen les necessitats dels parlants la llengua dels quals corre el risc de desaparèixer.

## Trajectòria
Yásnaya Elena Aguilar Gil va cursar la carrera en Llengua i Literatures Hispàniques a la Facultat de Filosofia i Lletres de la Universitat Nacional Autònoma de Mèxic (UNAM) i es va llicenciar el 2004 amb una tesi sobre la diacronia de l'ordre de constituents en castellà. Més tard va continuar els seus estudis fent un màster en Lingüística Hispànica a la UNAM. Durant el seu pas per la universitat va descobrir l'interès per l'estudi del llenguatge i es va interessar per l'estudi gramatical de la seva llengua materna, el mixe alt del sud o ayuujk.
Des de 2011 és col·laboradora de la revista Este País i autora del blog Ayuujk, en el qual problematitza les polítiques lingüístiques que obliguen els parlants de llengües originàries a deixar de parlar la seva llengua mare per evitar ser marginats, i on aborda reflexions sobre literatura i experiències personals sobre la seva experiència com a parlant i estudiosa d'una llengua originària en un entorn de polítiques culturals homogeneïtzants.
El 2018, va ser convidada al Consejo Indígena de Gobierno per a oferir una conferència en territori zapatista i en presència del Subcomandant Marcos.
Va ser coordinadora de Cultura i Esdeveniments de la Biblioteca d'Investigació Juan de Córdova, a la ciutat d'Oaxaca. Actualment és membre del Colegio Mixe, un col·lectiu que busca realitzar investigacions sobre la llengua i cultura mixes, així com la seva divulgació.

## Activisme lingüístic
El treball lingüístic de Yásnaya Elena Aguilar ha aconseguit integrar-se en la discussió de diferents matèries com l'antropologia, la ciència política, el dret indígena i la filosofia, pel fet que, a l'estudiar la llengua ayuujk (mixe), reflexiona sobre el fet que la manca d'una base de dades d'estudis lingüístics en matèria de llengües indígenes, en contrast amb la llengua oficial, és resultat d'un problema sistemàtic en la relació estat-pobles indígenes, sobretot perquè aquesta relació homogeneïtzant de part de l'estat va produir una sèrie d'injustícies que es van implementar en les seves actuacions i discursos de manera tal que es van tornar l'eina institucional interlocutòria amb els pobles indígenes, veient-los com a comunitats endarrerides i que, per tant, han integrar-se a l'ideal del discurs progressista modern de l'estat nació. Aquest fet ha estat, per a Yásnaya Elena, el factor determinant per a l'aniquilació de llengües i un patró d'actuació mundial on cada vegada els parlants de llengües indígenes són menys en un context històric on els estats es van conformar a partir de la submissió.
La relació entre les crisis de sistemes lingüístics indígenes en perill, amb els factors socials econòmics i polítics del context de què formen part, l'ha portat a posicionar-se més enllà del peritatge lingüístic i ha reivindicar la importància de preservar les llengües no només per la seva importància en matèria lingüística, sinó perquè implica també afrontar totes les formes de vexació als drets dels pobles en la seva relació amb els agents de poder que els han pretès sotmetre. Ha fet importants aportacions sobre la reflexió de fluxos de traducció des de i cap a llengües minoritàries:
| « | Traduir és una feina noble, generosa com poques. No sóc la primera en dir-ho i tampoc no seré la primera que parli de les dificultats, les angoixes i les preguntes, moltes vegades sense resposta, a les quals s'enfronta una traductora. En el cas de moltes llengües originàries el procés es torna encara més complex. Sense l'ajuda de diccionaris, traduccions de referència, gramàtiques de consulta i altres eines necessàries, la tasca es torna molt complexa, considerant a més que aquestes llengües pertanyen a famílies lingüístiques alienes a les llengües indoeuropees. L'assumpte es complica encara més quan el text és jurídic com succeeix en molts casos. | » |

El 26 de febrer de 2019, Yásnaya va ser convidada a la sessió ordinària de la LXIV Legislatura a la Cambra de Diputats de Mèxic en el marc de l'Any Internacional de les Llengües Indígenes, per a dir un discurs en mixe en què va fer al·lusió a l'estat en el qual es troben les llengües indígenes de Mèxic. Dins del seu missatge, va assenyalar que: «Les nostres llengües no moren, les maten. L'Estat mexicà les ha esborrat. El pensament únic, la cultura única, l'Estat únic, amb l'aigua del seu nom, les esborra».

## Conflicte a Ayutla Mixe
Yásnaya Elena Aguilar va denunciar públicament el juny de 2017 l'agressió que va patir ella i altres persones de la seva comunitat per una emboscada de grups armats contractats pels líders caciquils i les autoritats del municipi veí de Tamazulápam del Espíritu Santo, després d'un embargament de terres emprès contra els comuners d'Ayutla, on van perdre la vida un comuner i quatre dones de San Pedro y San Pablo Ayutla van ser segrestades i sis persones més van resultar ferides en el marc d'un conflicte social pels recursos naturals després que la comunitat es quedés sense aigua potable car els dipòsits d'aigua de la seva comunitat així com les canonades van ser destruïdes per grups armats.
El 31 de març de 2020, hi va haver un incendi forestal a San Pedro y San Pablo Ayutla, fet que va tornar a posar en evidència la urgent necessitat d'aigua a la comunitat. Llavors el poble d'Ayutla portava més de dos anys en què se'ls nega l'aigua, malgrat que un jutge va ordenar la seva reobertura el mes d'agost en plena pandèmia de la COVID-19 a Mèxic. Yásnaya Elena Aguilar estigué activa denunciant els fets a Twitter amb l'etiqueta #AguaParaAyutlaYA.

## Obra publicada
- Ää: manifiestos sobre la diversidad lingüística, Ed. Almadía/Bookmate, 2020.
- #Ayuujk: ¿Lenguas útiles y lenguas inútiles?[11]
- “Nosotros sin México: naciones indígenas y autonomía”, a El futuro es hoy. Ideas radicales para México[12] (Humberto Beck i Rafael Lemus, pròleg i edició). Autoria: Yásnaya Elena Aguilar Gil, Mario Arriaga Cuadiello, Alejandro de Cross, Fernando Córdova Tapia, Alejandra Dédalo Alons, Gabriela Jáuregui, Elisa Godínez, Luis Ángel Monroy-Gómez-Franco, Alejandro Hernández Tinajares, Luiciy Pedroza, Javier Raya i Estefanía Vela Barba. Biblioteca Nueva, 2018.
- "Poesía en lenguas negadas. Una nota sobre la traducción al mixe de un poema de Mahmud Darwish", a Interpretatio. Revista de hermenéutica. UNAM, 2017[13]
- "Lo lingüístico es político (Putsktu'u: Ja putsk jëts ja tu'u)", a Tierra Adentro.[14]
- La lengua zoque, coatora amb Jan Teje Faarlund. Dirección General de Publicaciones UNAM, 2017.
- Condolerse, (Sur +) Autories: Yásnaya Elena Aguilar Gil, Marina Azahua, Elda Cantú, Amaranta Caballero Prado, Roberto Cruz Arzabal, Irmgard Emmelhainz, Verónica Gerber Bicecci, Mónica Nepote, Diego Enrique Osorno, Javier Raya, Ignacio Sánchez Prado, Alexandra Saum-Pascual, Ingrid Solana, Eugenio Tisselli i Sara Uribe, 2015.

### Traduccions
- Retornos del Discurso del "indio" (per a Mahmud Darwish). Silvana Rabinovich (editora). UNAM, 2017.
- Nëwempët matya'aky (Lauro Zavala, comp.), Ediciones del Ermitaño, 2014.